# Exocometa

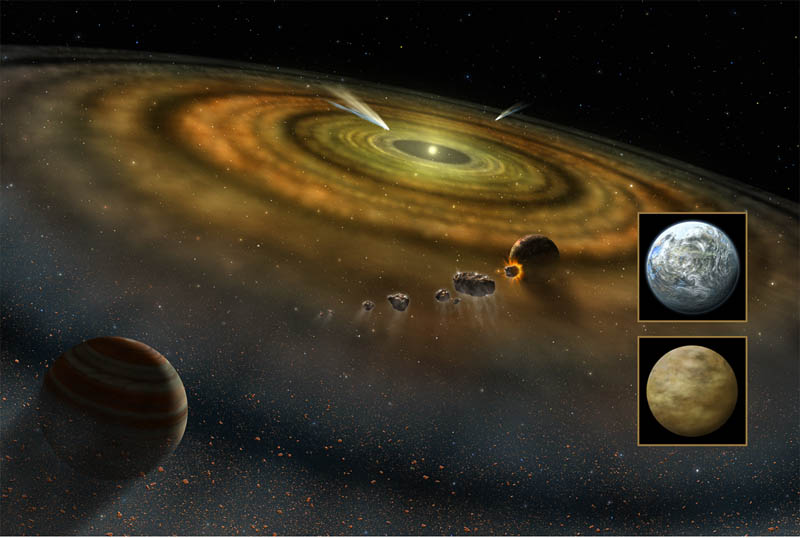
Exocometas y varios planetas en formación alrededor de Beta Pictoris, una estrella joven del tipo A, concepción artística de la NASA.

Un exocometa, o cometa extrasolar, es un cometa fuera de nuestro sistema solar, incluidos los  cometas interestelares y los cometas que orbitan a otras estrellas. El primer exocometa detectado fue alrededor de Beta Pictoris, una estrella joven del tipo A, en 1987. Un total de 10 de estos exocometas han sido identificados a fecha de 7 de enero de 2013.
Los astrónomos utilizaron el telescopio de 2,1 metros del Observatorio McDonald de Tejas para detectar los últimos seis exocometas descubiertos. Se descubrieron gracias a las enormes estelas que van dejando estos cuerpos alrededor de sus estrellas. Todos los exocometas más recientemente detectados —a saber, 49 Ceti (HD 9672), 5 Vulpeculae (HD 182919), 2 Andromedae, HD 21620, HD 42111 y Rho Virginis (HD 110411)— son alrededor de estrellas muy jóvenes del tipo A.
Los exocometas son un eslabón importante en la comprensión de la formación de planetas de acuerdo con los investigadores. El astrónomo Barry Welsh describe el enlace de la siguiente manera: "el polvo interestelar bajo la influencia de gravedad se convierte en gotas, y las manchas se convierten en rocas, las rocas se funden y se convierten en cosas más grandes —planetesimales y cometas— y, finalmente, se obtiene planetas".
Una nube gaseosa alrededor de 49 Ceti se ha atribuido a las colisiones de cometas de ese sistema planetario.